# Ludwig Thoma
Ludwig Thoma (21. januar 1867 i Oberammergau–26. august 1921 i Rottach ved Tegernsee) var en tysk forfatter.
Thoma besøgte først skovbrugsakademiet i Aschaffenburg, studerede derpå jura i München og Erlangen, blev sagfører i Dachau, senere i München. I 1898 overtog han redaktionen af det litterære vittighedsblad "Simplicissimus". Han udviklede sig til en skarp politisk og social satiriker og skildrede med forkærlighed de bayerske bønders og småborgeres liv, både i novellistisk og dramatisk form. Han har skrevet landsbyhistorien Agricola (1897), Lausbubengeschichten, romanerne Andreas Vöst og Der Wittiber, satiren Assessor Karlchen, lystspillet Wittwen, komedierne Die Medaille, Die Lokalbahn, Moral, Erster Klasse og Lottchens Geburtstag, det burleske stykke Das Säuglingsheim og folkeskuespillet Magdalene. Flere af disse stykker er blevne opførte i Danmark. Hans mærke Peter Schlemihl er kendt fra talrige digte, samlede i Gedichte og Kirchenweih. Sydtysk lune, dristig og respektløs spot præger Thomas forfatterskab, der ejer originalitet i sin saftige fremstilling af spidsborgernes færden.